# Formosia paupera
Formosia paupera là một loài ruồi trong họ Tachinidae.